# En Emigrants Hændelser
En Emigrants Hændelser er en dansk stumfilm fra 1909 produceret af Nordisk Films Kompagni. Filmens instruktør er ukendt.
Filmens scener i New York er optaget i København, bl.a. i Havnegade.

## Handling
En ung mand, Mads, skal emigrere til Amerika. Han samler sine ting i en stor kiste og gemmer sine penge i en pengepose, som han hænger om halsen. Mads ankommer til New York, hvor han bakser med sin tunge kiste og er mistroiske over for alle der, tilbyder ham hjælp med kisten. Han indlogerer sig på et hotel, og går herefter ud på en knejpe, hvor han spiller kort med bondefangere og alfonser. Mads taber kortspillet, men nægter at betale. Knejpens tvivlsomme personager forsøger at holde ham fast og tage hans penge, men han er stærk, og får verfet dem væk, hvorefter Mads tilfreds konstaterer, at posen stadig er der.
Næste morgen vågner Mads i sin seng på hotellet. Pengeposen hænger stadig om halsen på ham, men den er gledet om på ryggen. Mads griber sig til brystet, og ser, at posen ikke er dér. Han blegner og leder overalt. han løber ned i hotellets reception, men ingen forstår ham. Han finder en betjent, som han søger hjælp hos. Alle løber op på værelset, og til sidst opdages, at posen hænger på Mads' ryg. Alle bliver glade.

## Medvirkende
- Petrine Sonne
- Franz Skondrup